# Non sparate sul pianista
Non sparate sul pianista è stato un programma televisivo italiano andato in onda in prima serata nel 2010 e nel 2012 su Rai 1. Il 4 settembre 2010 è andata in onda la puntata pilota condotta da Carlo Conti.
La prima edizione del programma è andata in onda per cinque puntate dal 9 marzo al 13 aprile 2012 con la conduzione di Fabrizio Frizzi.
Il programma è l'adattamento italiano del game show irlandese The Lyrics Board.

## Il programma
Il programma si basa su uno scontro tra due squadre composte ognuna di tre volti noti dello spettacolo e da un pianista.
Il gioco è diviso in diverse manche, nelle quali si propone una frase contenuta in un brano di musica leggera italiana composta da sei lettere, nascosta dietro a sei caselle numerate da 1 a 6, una per ogni lettera. I concorrenti della squadra sorteggiata nella prima manche, o comunque di quella in svantaggio nelle successive, vengono invitati ad iniziare il gioco e ad aprire una delle sei caselle. Le caselle aperte, se blu permettono di continuare il gioco a patto che la squadra canti una canzone che contenga la parola scoperta con l'apertura della casella, se rosse obbligano al passaggio di mano all'altra squadra. Vince il punto in palio per ogni manche la squadra che riesce a cantare per prima, avendo il gioco in mano, la canzone che contenga l'intera frase nascosta dietro alle caselle.
Dopo ogni manche è prevista una "manche bonus" nella quale inizia a giocare la squadra che ha vinto la manche principale, salvo poi passare la mano in caso di risposta errata. La manche bonus consiste nell'indovinare una canzone mugolata da passanti, registrati in rvm.
Nella penultima manche, di recupero, la regia propone alla squadra in svantaggio una parola, e questa deve rispondere dicendo il titolo di una canzone che nel proprio testo contenga la parola proposta, se la squadra riesce a indovinare la canzone prescelta dalla regia con una sola parola vince tre punti, altrimenti viene proposta una seconda parola consecutiva alla precedente, se la squadra riesce ad indovinare ora la canzone prescelta, vince due punti, nel caso in cui non venga indovinata ancora viene proposta una terza parola consecutiva alla precedente, se la squadra riesce ora ad indovinare vince un punto, altrimenti non vince niente. Il gioco viene ripetuto con un altro brano per l'altra squadra.
Nell'ultima manche si ritorna alla frase nascosta dietro alle caselle e inizia la squadra in svantaggio, aiutata da un indizio che viene premesso al gioco: le parole vengono scoperte progressivamente con la chiamata da parte della squadra in gioco che propone dei titoli senza cantare alcunché con la possibilità di perdere la mano qualora apra una casella rossa con passaggio del gioco all'altra squadra, se riesce ad indovinare la canzone nascosta guadagna quattro punti.
La squadra che alla fine ha guadagnato più punti ottiene la vittoria.

### Puntata pilota (2010)
La puntata pilota, trasmessa il 4 settembre 2010 su Rai 1 e condotta da Carlo Conti, vedeva come concorrenti Matteo Becucci, Luisa Corna e Biagio Izzo contro Gabriele Cirilli, Gigliola Cinquetti e Benedetta Valanzano, capitanati rispettivamente da Paolo Vallesi e Paolo Belli. Gli ospiti erano Dado e i The Trammps.

### Prima edizione (2012)
La prima e unica edizione è andata in onda dall'Auditorium RAI di Napoli dal 9 marzo 2012 al 13 aprile 2012, con la conduzione di Fabrizio Frizzi e la collaborazione dell'orchestra diretta da Stefano Palatresi.

#### Pianisti
- Michele Contesi
- Alberto Laurenti

#### Squadre
Le squadre cambiano ad ogni puntata ma hanno sempre lo stesso pianista.
| # | Bianchi                                            | Neri                                              |
| - | -------------------------------------------------- | ------------------------------------------------- |
| 1 | Antonella Lo Coco, Claudio Lippi, Marco Masini     | Max Pezzali, Fausto Leali, Enzo Decaro            |
| 2 | Lorenzo Crespi, Anna Falchi, Claudio Lippi         | Amedeo Minghi, Katia Ricciarelli, Max Giusti      |
| 3 | Orietta Berti, Riccardo Fogli, Teo Teocoli         | Serena Autieri, Luca Barbarossa, Andrea Lo Cicero |
| 4 | Tiberio Timperi, Marisa Laurito, Maurizio Vandelli | Sergio Assisi, Gloria Guida, Francesco Baccini    |
| 5 | Laura Freddi, Paolo Belli, Eleonora Sergio         | Nathalie, Alessandro Greco, Nancy Brilli          |

#### Ospiti
| # | Messa in onda  | Ospite          |
| - | -------------- | --------------- |
| 1 | 9 marzo 2012   | Pino Daniele    |
| 2 | 16 marzo 2012  | Gino Paoli      |
| 3 | 23 marzo 2012  | Michael Bolton  |
| 4 | 30 marzo 2012  | Pooh            |
| 5 | 13 aprile 2012 | Massimo Ranieri |

#### Vittorie delle squadre
| Squadra | Vittorie |
| ------- | -------- |
| Bianchi | 3        |
| Neri    | 2        |

## Ascolti
| Puntata | Data           | Telespettatori | Share  |
| ------- | -------------- | -------------- | ------ |
| 1       | 9 marzo 2012   | 4 163 000      | 17,01% |
| 2       | 16 marzo 2012  | 4 384 000      | 17,60% |
| 3       | 23 marzo 2012  | 4 099 000      | 16,73% |
| 4       | 30 marzo 2012  | 3 816 000      | 16,75% |
| 5       | 13 aprile 2012 | 4 197 000      | 17,14% |